# Calciumstearat
Calciumstearat ist das Calciumsalz der Stearinsäure und gehört zu den Kalkseifen. Technisches Calciumstearat enthält neben Calciumstearat in der Regel auch andere Calciumsalze von höheren Fettsäuren, zum Beispiel Calciumpalmitat.

## Gewinnung und Darstellung
Technisches Calciumstearat wird durch Reaktion von Calciumchlorid mit dem Natriumsalz der Stearinsäure (meist verunreinigt mit dem  Natriumsalz der Palmitinsäure) und anschließendes Auswaschen von Natriumchlorid gewonnen.

## Verwendung
Calciumstearat wird zur Herstellung sogenannter non-tox Stabilisatoren von Kunststoffen, bevorzugt in Verbindung mit Zinkstearat, aber auch Bariumstearat oder Magnesiumstearat verwendet. Weiterhin dient es als Gleitmittel in pharmazeutischen Produkten und als Schmierstoff (Staufferfett) in der Papier- und Metall-verarbeitenden Industrie, als Hydrophobierungsmittel für Baustoffe sowie in der Sandaufbereitung.